# West Kensington (metropolitana di Londra)
West Kensington è una stazione della linea District della metropolitana di Londra.

## Storia
La stazione venne aperta dalla Metropolitan District Railway (MDR, oggi District Line) il 9 settembre 1874 con il nome di Fulham - North End quando venne aperta l'estensione della linea da Earl's Court ad Hammersmith. All'epoca la successiva stazione ad ovest era Hammersmith in quanto quella di Barons Court venne aperta soltanto nel 1905.
La stazione venne rinominata West Kensington nel 1877.
Il 5 maggio 1878 la Midland Railway un servizio circolare noto come Super Outer Circle da St Pancras a Earl's Court via Cricklewood e South Acton. Era gestito tramite una connessione, ormai in disuso, tra la NLR e il ramo London and South Western Railway alla stazione Richmond (ora parte della District Line). Il servizio non ebbe successo e venne terminato il 30 settembre 1880.
L'ingresso alla stazione venne ristrutturato nel 1927. Il progetto, di Charles Holden, era affine a quello utilizzato da Holden per la stazione della Northern Line, Morden aperta nel 1926.
Nel 2009, a causa di problemi finanziari, la Transport for London decise di sospendere i lavori su un progetto per consentire l'accessibilità alla stazione di West Kensington e ad altre cinque stazioni, citando come giustificazione il fatto che si tratta di stazioni non particolarmente trafficate e situate a una o due fermate di distanza da stazioni prive di barriere architettoniche.  West Kensington si trova a una fermata di distanza in direzione ovest da Earl's Court e a due fermate in direzione est da Hammersmith, che hanno ingressi accessibili a persone disabili. Prima che il progetto fosse abbandonato, la TfL aveva speso circa 5 milioni di sterline.

## Strutture e impianti
West Kensington si affaccia su North End Road (B317) vicino all'incrocio tra West Cromwell Road e Talgarth Road.
La stazione rientra nella Travelcard Zone 2.

## Interscambi
Nelle vicinanze della stazione effettuano fermata alcune linee urbane automobilistiche, gestite da London Buses.
- Fermata autobus